# قائمة قادة الدول في 2016
هذه هي قائمة رؤوس الدول وقادة الحكومات، والحكام الآخرين في سنة 2016. 

## أفريقيا
- الجزائر
  - الرئيس - عبد العزيز بوتفليقة، رئيس الجزائر (1999-2019)
  - رئيس الوزراء - عبد المالك سلال، الوزير الأول (2014-2017)
- أنغولا
  - الرئيس – جوزيه إدواردو دوس سانتوس، رئيس أنغولا (1979–2017)
- بنين
  - الرئيس –

1. يايي بوني، رئيس بنين (2006-2016)
2. باتريس تالون، رئيس بنين (2016–حالياً)[1]

- - رئيس الوزراء – ليونيل زينسو، رئيس وزراء بنين (2015–2016)
- بوتسوانا
  - الرئيس – إيان خاما، رئيس بوتسوانا (2008–2018)
- بوركينا فاسو
  - الرئيس – روش مارك كريستيان كابوري، رئيس بوركينا فاسو (2015–2022)
  - رئيس الوزراء – بول كابا تييبا، رئيس وزراء بوركينا فاسو (2016–2019)
- بوروندي
  - الرئيس – بيير نكورونزيزا، رئيس بوروندي (2005–2020)
- الكاميرون
  - الرئيس – بول بيا، رئيس الكاميرون (1982–حالياً)
  - رئيس الوزراء – فيلمون يانغ، رئيس وزراء الكاميرون (2009–2019)
- الرأس الأخضر
  - الرئيس – خورخي كارلوس فونسيكا، رئيس الرأس الأخضر (2011–2021)
  - رئيس الوزراء –
    1. خوسيه ماريا نيفيس، رئيس وزراء الرأس الأخضر (2001-2016)
    2. يوليسيس كوريا إي سيلفا، رئيس وزراء الرأس الأخضر (2016–حالياً)
- جمهورية أفريقيا الوسطى
  - رئيس الدولة -
    1. كاثرين سامبا بانزا، رئيس الدولة للمرحلة الانتقالية في جمهورية أفريقيا الوسطى (2014–2016)
    2. فوستان آرشانج تواديرا، رئيس جمهورية أفريقيا الوسطى (2016–حالياً)

  - رئيس الوزراء -
    1. محمد كمون، رئيس وزراء جمهورية أفريقيا الوسطى (2014-2016)
    2. سيمبليس ساراندجي، رئيس وزراء جمهورية أفريقيا الوسطى (2016-2019)
- تشاد
  - الرئيس – إدريس ديبي، رئيس تشاد (1990–2021)
  - رئيس الوزراء –
    1. كالزوبيد بحيمي دولي، رئيس وزراء تشاد (2013–2016)
    2. ألبر بهيمي بدكي، رئيس وزراء تشاد (2016–2018)
- جزر القمر
  - الرئيس –
    1. إكليل ظنين، رئيس جزر القمر (2011–2016)
    2. غزالي عثماني، رئيس جزر القمر (2016–حالياً)
- جمهورية الكونغو
  - الرئيس – ديني ساسو نغيسو، رئيس جمهورية الكونغو (1997–حالياً)
  - رئيس الوزراء - كليمان موامبا، رئيس وزراء جمهورية الكونغو (2016–2021)
- جمهورية الكونغو الديمقراطية
  - الرئيس – جوزيف كابيلا، رئيس جمهورية الكونغو الديمقراطية (2001–2019)
  - رئيس الوزراء
    - أوغستين ماتاتا بونيو، رئيس وزراء جمهورية الكونغو الديمقراطية (2012-2016)
    - سامي باديبانغا، رئيس وزراء جمهورية الكونغو الديمقراطية (2016-2017)
- جيبوتي
  - الرئيس – إسماعيل عمر جيلس، رئيس جيبوتي (1999–حالياً)
  - رئيس الوزراء – عبد القادر كمال محمد [الإنجليزية]، رئيس وزراء جيبوتي (2013–حالياً)
- مصر
  - الرئيس – عبد الفتاح السيسي، رئيس مصر (2014–حالياً)
  - رئيس الوزراء – شريف إسماعيل، رئيس مجلس الوزراء (2015–2018)
- غينيا الاستوائية
  - الرئيس – تيودورو أوبيانغ، رئيس غينيا الاستوائية (1979–حالياً)
  - رئيس الوزراء –
    1. فيسنتي إيهات تومي، رئيس وزراء غينيا الاستوائية (2012-2016)
    2. فرانسيسكو باسكوال أوباما أسو، رئيس وزراء غينيا الاستوائية (2016–حالياً)
- إريتريا
  - الرئيس – أسياس أفورقي، رئيس إريتريا (1991–حالياً)[ا]
- إثيوبيا
  - الرئيس – مولاتو تيشومي، رئيس إثيوبيا (2013–حالياً)
  - رئيس الوزراء – هايلي مريام ديسالين، رئيس وزراء إثيوبيا (2012–2018)
- الغابون
  - الرئيس – علي بونغو أونديمبا، رئيس الغابون (2009–حالياً)
  - رئيس الوزراء –
    1. دانيال أونا أوندو، رئيس وزراء الغابون (2014-2016)
    2. إيمانويل إيسوز نغونديت، رئيس وزراء الغابون (2016-2019)
- غامبيا
  - الرئيس – يحيى جامع، رئيس غامبيا (1994–2017)
- غانا
  - الرئيس – جون دراماني ماهاما، رئيس غانا (2012–2017)
- غينيا
  - الرئيس – ألفا كوندي، رئيس غينيا (2010–2021)
  - رئيس الوزراء - مامادي يولا، رئيس وزراء غينيا (2015-2018)
- غينيا بيساو
  - الرئيس – جوسيه ماريو فاز، رئيس غينيا بيساو (2014–2019)
  - رئيس الوزراء –
    - لويس كارلوس كوريا  [لغات أخرى]‏، رئيس وزراء غينيا بيساو (2015–2016)
    - باسيرو دجا، رئيس وزراء غينيا بيساو (2016)
    - أومارو سيسوكو إمبالو، رئيس وزراء غينيا بيساو (2016-2018)
- ساحل العاج
  - الرئيس – الحسن واتارا، رئيس ساحل العاج (2010–حالياً)
  - رئيس الوزراء – دانيال كابلان دنكان، رئيس وزراء ساحل العاج (2012–2017)
- كينيا
  - الرئيس – أوهورو كينياتا، رئيس كينيا (2013–حالياً)
- ليسوتو
  - العاهل – ليتسي الثالث، ملك ليسوتو (1996–حالياً)
  - رئيس الوزراء – باكبليتا موسيسيلي، رئيس وزراء ليسوتو (2015–2017)
- ليبيريا
  - الرئيس – إلين جونسون سيرليف، رئيس ليبيريا (2006–2018)
- ليبيا
  - حكومة مجلس النواب الليبي (الحكومة الليبية المعترف بها دوليًا حتى 12 مارس 2016)
    - رئيس الدولة - عقيلة صالح عيسى، رئيس مجلس النواب الليبي (2014-2021)
    - رئيس الوزراء - عبد الله الثني، رئيس وزراء ليبيا (2014-2021)

  - حكومة الإنقاذ الوطني الليبية، حكومة المؤتمر الوطني العام (حكومة ليبيا في حالة التمرد غير معترف بها دوليًا.)
    - رئيس الدولة - نوري أبو سهمين، رئيس المؤتمر الوطني العام الجديد لليبيا (2013-2014؛ 2014-2016)
    - رئيس الوزراء - خليفة الغاول، رئيس وزراء ليبيا (2015-2016)

  - حكومة الوفاق الوطني الليبية (الحكومة المؤقتة المعترف بها دوليًا باعتبارها الحكومة الشرعية الوحيدة في ليبيا اعتبارًا من 12 مارس 2016)
    - رئيس الدولة - فايز السراج، رئيس المجلس الرئاسي الليبي (2016-2021)
    - رئيس الوزراء - فايز السراج، رئيس وزراء ليبيا ( 2016-2021)
    - رئيسي الدولة - محمد المنفي، رئيس المجلس الرئاسي الليبي (2021)
- مدغشقر
  - الرئيس – هيري راجاوناريمامبيانينا، رئيس مدغشقر (2014–2018)
  - رئيس الوزراء –
    - جان رافيلوناريفو، رئيس وزراء مدغشقر (2015-2016)
    - أوليفييه ماهافالي سولوناندراسانا، رئيس وزراء مدغشقر (2016-2018)
- مالاوي
  - الرئيس – بيتر موثاريكا، رئيس مالاوي (2014–2020)
- مالي
  - الرئيس – إبراهيم أبو بكر كيتا، رئيس مالي (2013–2020)
  - رئيس الوزراء – موديبو كيتا، رئيس وزراء مالي (2015–2020)
- موريتانيا
  - الرئيس – محمد ولد عبد العزيز، رئيس موريتانيا (2009–2019)
  - رئيس الوزراء – يحي ولد حدمين، رئيس وزراء موريتانيا (2014–2018)
- موريشيوس
  - الرئيس – أمينة غريب فقيم، رئيس موريشيوس (2015–2018)
  - رئيس الوزراء – السير أنايروود جوناوث، رئيس وزراء موريشيوس (2014–2017)
- المغرب
  - العاهل – محمد السادس بن الحسن، ملك المغرب (1999–حالياً)
  - رئيس الوزراء – عبد الإله ابن كيران، الوزير الأول (2011–2017)
  -  الجمهورية العربية الصحراوية الديمقراطية (الاعتراف الدولي بالجمهورية العربية الصحراوية الديمقراطية)
    - الرئيس –
      - محمد عبد العزيز، رئيس الجمهورية العربية الصحراوية الديمقراطية (1976-2016)
      - خطري أدوه، القائم بأعمال رئيس الجمهورية العربية الصحراوية الديمقراطية (2016)
      - إبراهيم غالي، رئيس الجمهورية العربية الصحراوية الديمقراطية (2016–حالياً)

    - رئيس الوزراء – عبد القادر الطالب عمر، رئيس وزراء الجمهورية العربية الصحراوية الديمقراطية (2003–2018)
- موزمبيق
  - الرئيس – فيليب انيوزي، رئيس موزمبيق (2015–حالياً)
  - رئيس الوزراء – كارلوس أجوستينو دو روساريو، رئيس وزراء موزمبيق (2015–2022)
- ناميبيا
  - الرئيس – هاكه كينكوب، رئيس ناميبيا (2015–حالياً)
  - رئيس الوزراء – سارا كوغونجيلوا أمادهيلا، رئيس وزراء ناميبيا (2015–حالياً)
- النيجر
  - الرئيس – محمد يوسفو، قائمة رؤساء النيجر (2011–2021)
  - رئيس الوزراء – بريجي رافيني، رئيس وزراء النيجر (2011–2021)
- نيجيريا
  - الرئيس – محمد بخاري، رئيس نيجيريا (2015–حالياً)
- رواندا
  - الرئيس – بول كاغامه، رئيس رواندا (2000–حالياً)
  - رئيس الوزراء – أناستاس موريكيزي، رئيس وزراء رواندا (2014–2017)
- سانت هيلينا وأسينشين وتريستان دا كونا (إقليم ما وراء البحار تابع للمملكة المتحدة)
  - الحاكم –
    - مارك أندرو كابس، حاكم سانت هيلينا (2011-2016)
    - شون بيرنز، القائم بأعمال حاكم سانت هيلينا (2016)
    - ليزا هونان، حاكم سانت هيلينا (2016-2019)
- ساو تومي وبرينسيب
  - الرئيس –
    1. مانويل بينتو دا كوستا، رئيس ساو توميه وبرينسيب (2011-2016)
    2. إيفاريستو كارفالو، رئيس ساو تومي وبرينسيب (2016-2018)

  - رئيس الوزراء – باتريس تروفوادا، رئيس وزراء ساو تومي وبرينسيب (2014–2018)
- السنغال
  - الرئيس – ماكي سال، رئيس السنغال (2012–حالياً)
  - رئيس الوزراء – محمد بن عبد الله ديون، رئيس وزراء السنغال (2014–2019)
- سيشل
  - الرئيس –
    1. جيمس ميشيل، رئيس سيشيل (2004-2016)
    2. داني فوري، رئيس سيشيل (2016-2020)
- سيراليون
  - الرئيس – إرنست كوروما، رئيس سيراليون (2007–2018)
- الصومال
  - الرئيس – حسن شيخ محمود، رئيس الصومال (2012–2017)
  - رئيس الوزراء – عمر شارماركي، رئيس وزراء الصومال (2014–2017)
  -  صوماليلاند (دولة انفصالية غير معترف بها)
    - الرئيس – أحمد محمد محمود سيلانيو، رئيس أرض الصومال (2010–2017)

  -  أرض البنط (دولة ذاتية الحكم)
    - الرئيس – عبد الولي محمد علي غاس، رئيس أرض البنط (2014–2019)
- جنوب أفريقيا
  - الرئيس – جاكوب زوما، رئيس جنوب أفريقيا (2009–2018)
- جنوب السودان
  - الرئيس – سالفا كير، قائمة رؤساء جنوب السودان (2005–حالياً) [ب]
- السودان
  - الرئيس – عمر البشير، رئيس السودان (1989–2019)
- إسواتيني
  - العاهل – مسواتي الثالث، حاكم إسواتيني (1986–حالياً)
  - رئيس الوزراء – بارناباس سيبوسيسو دلاميني، رئيس وزراء إسواتيني (2008–2018)
- تنزانيا
  - الرئيس – جون بومبيه ماغوفولي، رئيس تنزانيا (2015–2021)
  - رئيس الوزراء – قاسم ماجاليوا، رئيس وزراء تنزانيا (2015–حالياً)
- توغو
  - الرئيس – فور غناسينغبي، رئيس توغو (2005–حالياً)
  - رئيس الوزراء – كومي سيلوم كلاسو، رئيس وزراء توغو (2015–2020)
- تونس
  - الرئيس – الباجي قائد السبسي، رئيس الجمهورية التونسية (2014–2019)
  - رئيس الوزراء –
    1. الحبيب الصيد، رئيس الحكومة التونسية (2015-2016)
    2. يوسف الشاهد، رئيس الحكومة التونسية (2016-2020)
- أوغندا
  - الرئيس – يوري موسفني، رئيس أوغندا (1986–حالياً)
  - رئيس الوزراء – روهاكانا روغوندا، رئيس وزراء أوغندا (2014–2021)
- زامبيا
  - الرئيس – إدغار لونغو، رئيس زامبيا (2015–2021)
- زيمبابوي
  - الرئيس – روبرت موغابي، رئيس زيمبابوي (1987–2017)

## آسيا
- أفغانستان
  - الرئيس – أشرف غني أحمدزي، رئيس أفغانستان (2014–2021)
  - رئيس الوزراء – عبد الله عبد الله، الرئيس التنفيذي لأفغانستان (2014–2020)
- البحرين
  - العاهل – الشيخ حمد بن عيسى بن سلمان آل خليفة، ملك البحرين (1999–حالياً)
  - رئيس الوزراء – الأمير خليفة بن سلمان بن حمد آل خليفة، رئيس وزراء البحرين (1970–2020) [ج]
- بنغلاديش
  - الرئيس – محمد عبد الحامد، رئيس بنغلاديش (2013–حالياً)
  - رئيس الوزراء – شيخة حسينة واجد، رئيس وزراء بنغلاديش (2009–حالياً)
- بوتان
  - العاهل – جيغمه خيسار نمجيل وانغشاك، ملك بوتان (2006–حالياً)
  - رئيس الوزراء – تشيرينج توبجاي، رئيس وزراء بوتان (2013–2018)
- بروناي
  - العاهل – حسن البلقية، سلطان بروناي (1967–حالياً) [د]
  - رئيس الوزراء – حسن البلقية، رئيس وزراء بروناي (1984–حالياً)
- كمبوديا
  - العاهل – نورودوم سيهاموني، ملك كمبوديا (2004–حالياً)
  - رئيس الوزراء – هون سين، رئيس وزراء كمبوديا (1985–حالياً) [ه]
- جمهورية الصين الشعبية
  - قائد الحزب الشيوعي – شي جين بينغ، الأمين العام للحزب الشيوعي الصيني (2012–حالياً)
  - الرئيس – شي جين بينغ، رئيس جمهورية الصين الشعبية (2013–حالياً)
  - رئيس مجلس الدولة – لي كه تشيانغ، رئيس مجلس الدولة الصيني (2013–حالياً)
- تيمور الشرقية
  - الرئيس – تور ماتان رواك، قائمة رؤساء تيمور الشرقية (2012–2017)
  - رئيس الوزراء – روي ماريا دي أراوجو، رئيس وزراء تيمور الشرقية (2015–2017)
- الهند
  - الرئيس – براناب مخرجي، رئيس الهند (2012–2017)
  - رئيس الوزراء – ناريندرا مودي، رئيس وزراء الهند (2014–حالياً)
- إندونيسيا
  - الرئيس – جوكو ويدودو، رئيس إندونسيا (2014–حالياً)
- إيران
  - القائد الأعلى – آية الله رعلي خامنئي، المرشد الأعلى للثورة الإسلامية (1989–حالياً)
  - الرئيس – حسن روحاني، رئيس الجمهورية الإسلامية الإيرانية (2013–2021)
- العراق
  - الرئيس – فؤاد معصوم، رئيس العراق (2014–2018)
  - رئيس الوزراء – حيدر العبادي، رئيس الوزراء (2014–2018)
- إسرائيل
  - الرئيس – رؤوفين ريفلين، رئيس إسرائيل (2014–حالياً)
  - رئيس الوزراء – بنيامين نتانياهو، رئيس وزراء إسرائيل (2009–حالياً)
  -  فلسطين  (الاعتراف الدولي بدولة فلسطين)
    - الرئيس – محمود عباس، رئيس السلطة الوطنية الفلسطينية (2005–حالياً)
    - رئيس الوزراء – رامي الحمد الله، رؤساء وزارات السلطة الوطنية الفلسطينية (2013–2019)
- اليابان
  - العاهل – أكيهيتو، إمبراطور اليابان (1989–2019)
  - رئيس الوزراء – شينزو آبي، رئيس وزراء اليابان (2012–2020)
- الأردن
  - العاهل – عبد الله الثاني بن الحسين، قائمة ملوك الأردن (1999–حالياً)
  - رئيس الوزراء
    1. عبد الله النسور، رئيس وزراء الأردن (2012-2016)
    2. هاني الملقي، رئيس وزراء الأردن (2016-2018)
- كازاخستان
  - الرئيس – نور سلطان نزارباييف، رئيس كازاخستان (1990–2019) [و]
  - رئيس الوزراء –
    1. كريم ماسيموف، رئيس وزراء كازاخستان (2014-2016)
    2. بخيتجان ساجينتاييف، رئيس وزراء كازاخستان (2016-2019)
- كوريا الشمالية
  - قائد الحزب الشيوعي – كيم جونغ أون، الأمين الأول لحزب العمال الكوري (2012–حالياً)
  - الرئيس الفعلي للدولة – كيم جونغ أون، الرئيس الأول للجنة شؤون الدولة في كوريا الشمالية  [ز] (2011–حالياً)
  - رئيس الدولة بحكم القانون– كيم يونج نام، رئيس هيئة رئاسة مجلس الشعب الأعلى (1998–2019)
  - رئيس الوزراء - باك بونغ جو، رئيس وزراء كوريا الشمالية (2013–2019)
- كوريا الجنوبية
  - الرئيس –
    - بارك غن هي، رئيس كوريا الجنوبية (2013-2017)
    - هوانغ غيو آن ، القائم بأعمال رئيس كوريا الجنوبية (2016-2017)

  - رئيس الوزراء – هوانغ غيو أن، رئيس وزراء كوريا الجنوبية (2015–2017)
- الكويت
  - العاهل – الشيخ صباح الأحمد الجابر الصباح، أمير الكويت (2006–2020)
  - رئيس الوزراء – الشيخ جابر مبارك الحمد الصباح، رئيس وزراء الكويت (2011–2019)
- قرغيزستان
  - الرئيس – ألمازبيك أتامباييف، رئيس قيرغيزستان (2011–2017)
  - رئيس الوزراء –
    1. تيمير سارييف، رئيس وزراء قيرغيزستان (2015-2016)
    2. سورونباي جينبيكوف، رئيس وزراء قيرغيزستان (2016-2017)
- لاوس
  - زعيم الحزب الشيوعي -
    1. شومالي ساياسوني، الأمين العام لحزب لاو الثوري الشعبي (2006-2016)
    2. بونهانغ فوراتشيث، الأمين العام لحزب لاو الثوري الشعبي (2016-2021)

  - رئيس -
    1. شومالي ساياسوني، رئيس لاوس (2006-2016)
    2. بونهانغ فوراتشيث، رئيس لاوس (2016-2021)

  - رئيس الوزراء -
    1. ثونجسينج ثامافونج، رئيس مجلس وزراء لاوس (2010-2016)
    2. ثونجلون سيسوليث، رئيس مجلس وزراء لاوس (2016-2021)
- لبنان
  - الرئيس –
    1. تمام سلام، رئيس لبنان بالنيابة (2014-2016)
    2. ميشال عون، رئيس لبنان (2016–حالياً)

  - رئيس الوزراء –
    - تمام سلام، رئيس الحكومة اللبنانية (2014-2016)
    - سعد الحريري، رئيس الحكومة اللبنانية (2016-2020)
- ماليزيا
  - العاهل –
    1. عبد الحليم معظم، يانغ دي-برتوان أغونغ (2011-2016)
    2. محمد الخامس، يانغ دي-برتوان أغونغ (2016-2019)

  - رئيس الوزراء – نجيب عبد الرزاق، رئيس وزراء ماليزيا (2009–2018)
- جزر المالديف
  - الرئيس – عبد الله يمين، رئيس جزر المالديف (2013–2018)
- منغوليا
  - الرئيس – تشياغين البجدورج، رئيس منغوليا (2009–2017)
  - رئيس الوزراء –
    1. شميدين سايخانبيليغ، رئيس وزراء منغوليا (2014-2016)
    2. جارتالونغين إردينبيت، رئيس وزراء منغوليا (2016-2017)
- ميانمار
  - الرئيس –
    1. ثين سين، رئيس ميانمار (2011-2016)
    2. تين كياو، رئيس ميانمار (2016-2018)

  - رئيس الوزراء - أون سان سو تشي، مستشارة دولة ميانمار (2016-2021)
- نيبال
  - الرئيس – بيديا ديفي بنداري، رئيس نيبال (2015–حالياً)
  - رئيس الوزراء –
    1. خادجا براساد أولي، رئيس وزراء نيبال (2015-2016)
    2. بوشبا كمال داهال، رئيس وزراء نيبال (2016-2017)
- سلطنة عمان
  - العاهل – قابوس بن سعيد، سلطان عمان (1970–2020)
  - رئيس الوزراء – قابوس بن سعيد، قائمة سلاطين عمان (1972–2020)
- باكستان
  - الرئيس – ممنون حسين، رئيس باكستان (2013–2018)
  - رئيس الوزراء – نواز شريف، رئيس وزراء باكستان (2013–2017)
- الفلبين
  - الرئيس –
    1. بنيغنو آكينو، رئيس الفلبين (2010-2016)
    2. رودريغو دوتيرتي، رئيس الفلبين (2016–حالياً)
- قطر
  - العاهل – الشيخ تميم بن حمد آل ثاني، أمير قطر (2013–حالياً)
  - رئيس الوزراء – الشيخ عبد الله بن ناصر بن خليفة آل ثاني، رئيس وزراء قطر (2013–2020)
- السعودية
  - العاهل – سلمان بن عبد العزيز آل سعود، ملك السعودية (2015–حالياً)
  - رئيس الوزراء – سلمان بن عبد العزيز آل سعود، رئاسة مجلس الوزراء السعودي (2015–2022)
- سنغافورة
  - الرئيس – توني تان، رئيس سنغافورة (2011–2017)
  - رئيس الوزراء – لي هسين لونغ، رئيس وزراء سنغافورة (2004–حالياً)
- سريلانكا
  - الرئيس – مايتريبالا سيريسينا، رئيس سريلانكا (2015–2019)
  - رئيس الوزراء – رانيل ويكريمسينغه، رئيس وزراء سريلانكا (2015–2018)
- سوريا
  -  الجمهورية العربية السورية
    - الرئيس – بشار الأسد، رئيس سوريا (2000–حالياً)
    - رئيس الوزراء –
      1. وائل الحلقي، رئيس وزراء سوريا (2012-2016)
      2. عماد خميس، رئيس وزراء سوريا (2016-2020)

  -  الحكومة السورية المؤقتة (الائتلاف الوطني لقوى الثورة والمعارضة السورية)
    - الرئيس –
      1. خالد خوجة، الائتلاف الوطني لقوى الثورة والمعارضة السورية (2015-2016)
      2. أنس العبدة، الائتلاف الوطني لقوى الثورة والمعارضة السورية (2016-2017)

    - رئيس الوزراء –
      1. أحمد طعمة، الائتلاف الوطني لقوى الثورة والمعارضة السورية (2014-2016)
      2. جواد أبو حطب، الائتلاف الوطني لقوى الثورة والمعارضة السورية (2016-2019)
- تايوان
  - الرئيس –
    1. ما يينغ جيو، رئيس تايوان (2008-2016)
    2. تساي إنغ ون، رئيس تايوان (2016–حالياً)

  - رئيس الوزراء –
    1. ماو تشي كو، رئيس وزراء تايوان (2014-2016)
    2. تشانغ سان تشينج، رئيس وزراء تايوان (2016)
    3. لين تشوان، رئيس وزراء تايوان (2016-2017)
- طاجيكستان
  - الرئيس – إمام علي رحمن، رئيس طاجيكستان (1992–حالياً)
  - رئيس الوزراء – قاهر رسول‌ زاده، رئيس وزراء طاجيكستان (2013–حالياً)
- تايلاند
  - العاهل –
    1. بوميبول أدولياديج، ملك تايلاند (1946-2016)
    2. فاجيرالونغكورن، ملك تايلاند (2016–حالياً)

  - رئيس الوزراء – برايوت تشان أوتشا، رئيس وزراء تايلاند (2014–حالياً)
- تركيا
  - الرئيس – رجب طيب أردوغان، رئيس تركيا (2014–حالياً)
  - رئيس الوزراء –
    1. أحمد داود أوغلو، رئيس وزراء تركيا (2014-2016)
    2. بن علي يلدرم، رئيس وزراء تركيا (2016-2018)
- تركمانستان
  - الرئيس – قربانقلي بردي محمدوف، رئيس تركمانستان (2006–حالياً)
- الإمارات العربية المتحدة
  - الرئيس – الشيخ خليفة بن زايد آل نهيان، رئيس الإمارات العربية المتحدة (2004–2022)
  - رئيس الوزراء – الشيخ محمد بن راشد آل مكتوم، قائمة رؤساء وزراء الإمارات (2006–حالياً)
- أوزبكستان
  - الرئيس –
    1. إسلام كريموف، رئيس أوزبكستان (1990– 2016) [ح]
    2. نعمة الله يولداشيف (2 سبتمبر 2016 - 8 سبتمبر 2016) (رئيس مجلس النواب وقائم بأعمال منصب الرئيس)
    3. شوكت ميرضيايف (8 سبتمبر 2016 - حالياً)

  - رئيس الوزراء –
    - شوكت ميرضيايف، رئيس وزراء أوزبكستان (2003-2016)
    - عبد الله أريبوف، رئيس وزراء أوزبكستان (2016–حالياً)
- فيتنام
  - زعيم الحزب الشيوعي – نغوين فو ترونغ، الأمين العام للحزب الشيوعي الفيتنامي (2011–حالياً)
  - الرئيس –
    1. ترونغ تان سانغ، رئيس فيتنام (2011-2016)
    2. تران داي كوانغ، رئيس فيتنام (2016-2018)

  - رئيس الوزراء –
    1. نغوين تان دونغ، رئيس وزراء فيتنام (2006-2016)
    2. نجوين شوان فوك، رئيس وزراء فيتنام (2016-2021)
- اليمن
  - عبد ربه منصور هادي، رئيس الجمهورية اليمنية (2012–2022)
  - رئيس الوزراء –
    1. خالد محفوظ بحاح، رئيس وزراء اليمن (2014-2016)
    2. أحمد عبيد بن دغر، رئيس وزراء اليمن (2016-2018)

## أوروبا
- ألبانيا
  - الرئيس – بوجار نيشاني، رئيس ألبانيا (2012–2017)
  - رئيس الوزراء – إيدي راما، رئيس وزراء ألبانيا (2013–حالياً)
- أندورا
  - الملك –
    - الأمير الفرنسي المشترك – فرانسوا أولاند، الأمير الفرنسي المشارك لأندورا (2012-2017)
      - ممثل الأمير المساعد -
        1. تييري لاتاستي (2015-2016)
        2. جان بيير هيوج (2016-2017)

    - الأمير الأسقفي - خوان إنريك فايفس سيسيليا، أمير أندورا (2003–حالياً)
      - ممثل الأمير المشارك - جوسيب ماريا ماوري (2012–حالياً)

  - رئيس الوزراء – أنتوني مارتي، رئيس حكومة أندورا (2015–2019)
- أرمينيا
  - الرئيس – سيرج سركسيان، قائمة رؤساء أرمينيا (2008–2018)
  - رئيس الوزراء –
    1. هوفيك أبراهاميان، رئيس وزراء أرمينيا (2014-2016)
    2. كارين كارابتيان، رئيس وزراء أرمينيا (2016-2018)
- النمسا
  - الرئيس –
    1. هاينز فيشر، رئيس النمسا (2004-2016)
    2. دوريس بوريس، كارلهاينز كوب ونوربرت هوفر، رؤساء مشتركون بالإنابة (2016-2017)

  - المستشار –
    1. فيرنر فايمان، مستشار النمسا (2008-2016)
    2. رينهولد ميترلهنر، القائم بأعمال مستشار النمسا (2016)
    3. كريستيان كيرن، مستشار النمسا (2016-2017)
- أذربيجان
  - الرئيس – إلهام علييف، رئيس أذربيجان (2003–حالياً)
  - رئيس الوزراء – أرتور راسيزاده، رئيس وزراء أذربيجان (2003–2018)
  -  جمهورية أرتساخ (دولة انفصالية غير معترف بها)
    - الرئيس – باكو ساكيان، رئيس جمهورية أرتساخ (2007–2020)
    - رئيس الوزراء – أرايك هاروتيونيان، رئيس وزراء جمهورية أرتساخ (2007–2017)
- بيلاروسيا
  - الرئيس – ألكسندر لوكاشينكو، رئيس روسيا البيضاء (1994–حالياً)
  - رئيس الوزراء – أندريه كوبياكوف، رئيس وزراء بيلاروسيا (2014–2018)
- بلجيكا
  - العاهل – فيليب ملك بلجيكا، ملك بلجيكا (2013–حالياً)
  - رئيس الوزراء – شارل ميشيل، رئيس وزراء بلجيكا (2014–2019)
- البوسنة والهرسك
  - رئيس الدولة – مجلس رئاسة البوسنة والهرسك
    - العضو الكرواتي – دراغان كوفيتش (2014–2018؛ رئيس مجلس رئاسة البوسنة والهرسك، 2015–2016)
    - العضو البوسني – بكر عزت بيجوفيتش (2010-2018؛ رئيس مجلس رئاسة البوسنة والهرسك، 2016)
    - العضو الصربي – ملادن إيفانيتش (2014-2016؛ رئيس مجلس رئاسة البوسنة والهرسك، 2016-2017)

  - رئيس الوزراء – دينيس زفزيديتش، رئيس مجلس وزراء البوسنة والهرسك (2015–2019)
  - المندب السامي – فالنتين انزكو، المندوب السامي للبوسنة والهرسك (2009–حالياً)
- بلغاريا
  - الرئيس – روسن بليفنلييف، رئيس بلغاريا (2012–2017)
  - رئيس الوزراء – بويكو بوريسوف، رئيس وزراء بلغاريا (2014–2017)
- كرواتيا
  - الرئيس – كوليندا غرابار كيتاروفيتش، رئيس كرواتيا (2015–2020)
  - رئيس الوزراء –
    1. زوران ميلانوفيتش، رئيس وزراء كرواتيا (2011–2016)
    2. تيهومير أوريكوفيتش، رئيس وزراء كرواتيا (2016)
    3. أندريه بلينكوفيتش، رئيس وزراء كرواتيا (2016–حالياً)
- قبرص
  - الرئيس – نيكوس أناستاسيادس، رئيس قبرص (2013–حالياً)
  -  قبرص الشمالية (دولة انفصالية غير معترف بها)
    - الرئيس – مصطفى أقينجي، رئيس قبرص الشمالية (2015–2020)
    - رئيس الوزراء –
      1. عمر كاليونكو، رئيس وزراء قبرص الشمالية (2015-2016)
      2. حسين أوزغورغون، رئيس وزراء قبرص الشمالية (2016-2018)
- التشيك
  - الرئيس – ميلوش زيمان، رئيس التشيك (2013–حالياً)
  - رئيس الوزراء – بوهوسلاف سوبوتكا، رئيس وزراء التشيك (2014–2017)
- الدنمارك
  - العاهل – مارغريت الثانية ملكة الدنمارك، ملكة الدنمارك (1972–حالياً)
  - رئيس الوزراء – لارس لوكه راسموسن، رئيس وزراء الدنمارك (2015–2019)
- إستونيا
  - الرئيس –
    1. توماس هندريك إيلفس، رئيس إستونيا (2006-2016)
    2. كيرستي كاليولايد، رئيسة إستونيا (2016–2021)

  - رئيس الوزراء –
    1. تافي رويفاس، رئيس وزراء إستونيا (2014-2016)
    2. يوري راتاس، رئيس وزراء إستونيا (2016-2021)
- فنلندا
  - الرئيس – ساولي نينيستو، رئيس فنلندا (2012–حالياً)
  - رئيس الوزراء – يوها سيبيلا، رئيس وزراء فنلندا (2015–2019)
- فرنسا
  - الرئيس – فرانسوا أولاند، رئيس الجمهورية الفرنسية (2012–2017)
  - رئيس الوزراء – مانويل فالس، رئيس وزراء فرنسا (2014–2016)
- جورجيا
  - الرئيس – جيورجي مارغفيلاشفيلي، رئيس جورجيا (2013–2018)
  - رئيس الوزراء – جيورجي كفيركاشفيلي، رئيس وزراء جورجيا (2015–2018)
  -  أبخازيا (الاعتراف الدولي بأبخازيا وأوسيتيا الجنوبية)
    - الرئيس – راؤول خاجيمبا، قائمة رؤساء أبخازيا (2014–2020)
    - رئيس الوزراء –
      1. أرتور ميكفابيا، رئيس وزراء أبخازيا (2015-2016)
      2. شامل أدزينبا، القائم بأعمال رئيس وزراء أبخازيا (2016)
      3. بيسلان بارتسيتس، رئيس وزراء أبخازيا (2016-2018)

  -  أوسيتيا الجنوبية (الاعتراف الدولي بأبخازيا وأوسيتيا الجنوبية)
    - الرئيس – ليونيد تيبيلوف، رئيس أوسيتيا الجنوبية (2012–2017)
    - رئيس الوزراء – دومنتي كولومبيغوف، رئيس وزراء أوسيتيا الجنوبية (2014–2017)
- ألمانيا
  - الرئيس – يواخيم غاوك، رئيس ألمانيا (2012–2017)
  - المستشار – أنغيلا ميركل، مستشار جمهورية ألمانيا الاتحادية (2005–2021)
- اليونان
  - الرئيس – بروكوبيس بافلوبولوس، رئيس اليونان (2015–2020)
  - رئيس الوزراء – أليكسيس تسيبراس، رئيس وزراء اليونان (2015–2019)
- المجر
  - الرئيس – يانوش أدير، رئيس المجر (2012–حالياً)
  - رئيس الوزراء – فيكتور أوربان، رئيس وزراء المجر (2010–حالياً)
- آيسلندا
  - الرئيس –

  1. أولافور راغنار غريمسون، رئيس آيسلندا (1996-2016)
  2. جودني يوهانسون، رئيس أيسلندا (2016–حالياً)

  - رئيس الوزراء –

  1. سيغموندور دافيد غونلاوغسون، رئيس وزراء آيسلندا (2013-2016)
  2. سيغورور إنجي جوهانسون، رئيس وزراء آيسلندا (2016-2017) سيغموندور دافيد غونلاوغسون، رئيس وزراء آيسلندا (2013–حالياً)

  -  أيرلندا
    - الرئيس – مايكل دانييل هيجينز، قائمة رؤساء أيرلندا (2011–حالياً)
    - رئيس الوزراء – إندا كيني، تاوسيتش أيرلندا (2011–2017)

  -  إيطاليا
    - الرئيس – سيرجيو ماتاريلا، رئيس إيطاليا (2015–حالياً)
    - رئيس الوزراء –
      1. ماتيو رينزي، رئيس وزراء إيطاليا (2014-2016)
      2. باولو جينتيلوني، رئيس وزراء إيطاليا (2016-2018)

  -  كوسوفو (دولة انفصالية معترف بها جزئيًا)
    - رئيس -
      1. عاطفة يحيى آغا، رئيسة كوسوفو (2011-2016)
      2. هاشم ثاتشي، رئيس كوسوفو (2016-2020)

    - رئيس الوزراء - عيسى مصطفى، رئيس وزراء كوسوفو (2014-2017)
    - الممثل الخاص للأمم المتحدة - زاهر تانين، الممثل الخاص للأمين العام في كوسوفو (2015–حالياً)

  -  لاتفيا
    - الرئيس – ريموندز فيجونس، رئيس لاتفيا (2015–2019)
    - رئيس الوزراء –
      1. لايمدوتا ستراويوما، رئيس وزراء لاتفيا (2014–2016)
      2. ماريس كوزينسكي، رئيس وزراء لاتفيا (2016–2019)

  -  ليختنشتاين
    - العاهل – هانز آدم الثاني، أمير ليختنشتاين (1989–حالياً)
    - وصي العرش – الأمير بالوراثة ألويز، ولي عهد ليشتنشتاين (2004–حالياً)
    - رئيس الوزراء – أدريان هاسلر، رئيس وزراء ليختنشتاين (2013–2021)

  -  ليتوانيا
    - الرئيس – داليا غريباوسكايتي، قائمة حكام ليتوانيا (2009–2019)
    - رئيس الوزراء –
      1. الجيرداس بوتكيفيتشوس، رئيس وزراء ليتوانيا (2012-2016)
      2. سوليوس سكفيرنيليس، رئيس وزراء ليتوانيا (2016-2020)

  -  لوكسمبورغ
    - العاهل – هنري، الدوق الأكبر للوكسمبورغ (2000–حالياً)
    - رئيس الوزراء – كزافييه بيتل، رئيس وزراء لكسمبورغ (2013–حالياً)

  -  مقدونيا الشمالية
    - الرئيس – جورجي إيفانوف، رئيس مقدونيا الشمالية (2009–2019)
    - رئيس الوزراء –
      1. نيكولا غرويفسكي، رئيس وزراء مقدونيا الشمالية (2006–2016)
      2. إمیل دیمیتریف، القائم بأعمال رئيس وزراء مقدونيا الشمالية (2016–2017)

  -  مالطا
    - الرئيس – ماري لويز كوليرو بريكا، رئيس مالطا (2014–2019)
    - رئيس الوزراء – جوزيف موسكات، رئيس وزراء مالطا (2013–2020)

  -  مولدوفا
    - الرئيس –
      1. نيكولاي تيموفتي، رئيس مولدوفا (2012-2016)
      2. إيغور دودون، رئيس مولدوفا (2016-2020)

    - رئيس الوزراء –
      1. جورج بريجا، رئيس وزراء مولدوفا (2015–2016)
      2. بافيل فيليب، رئيس وزراء مولدوفا (2016–2019)

    -  ترانسنيستريا (دولة انفصالية غير معترف بها)
      - الرئيس –
        1. يفغيني شيفتشوك، رئيس ترانسنيستريا (2011-2016)
        2. فاديم كراسنوسيلسكي، رئيس ترانسنيستريا (2016–حالياً)

      - رئيس الوزراء –
        1. بافيل بروكودين، رئيس وزراء ترانسنيستريا (2015-2016)
        2. ألكسندر مارتينوف، رئيس وزراء ترانسنيستريا (2016–حالياً)

  -  موناكو
    - العاهل – ألبير الثاني، أمير موناكو (2005–حالياً)
    - رئيس الوزراء –
      1. جيل تونيلي، وزير الدولة (2015–2016)
      2. سيرج تيل، وزير الدولة (2016–2020)

  -  الجبل الأسود
    - الرئيس – فيليب فويانوفيتش، رئيس الجبل الأسود (2003–2018) [ط]
    - رئيس الوزراء –
      1. ميلو دوكانوفيتش، رئيس وزراء الجبل الأسود (2012-2016)
      2. دوشكو ماركوفيتش، رئيس وزراء الجبل الأسود (2016-2020)

  -  مملكة هولندا
    - العاهل – فيليم ألكساندر، ملك هولندا (2013–حالياً)
    -  هولندا (دولة تأسيسية)
      - رئيس الوزراء – مارك روته، رئيس وزراء هولندا (2010–حالياً)

    -  أروبا (دولة تأسيسية)
      - انظر تحت أمريكا الشمالية

    -  كوراساو (دولة تأسيسية)
      - انظر تحت أمريكا الشمالية

    -  سينت مارتن (دولة تأسيسيةا)
      - انظر تحت أمريكا الشمالية

  -  النرويج
    - العاهل – هارلد الخامس، ملك النرويج (1991–حالياً)
    - رئيس الوزراء – إرنا سولبرغ، رئيس وزراء النرويج (2013–حالياً)

  -  بولندا
    - الرئيس – أندجي دودا، رئيس بولندا (2015–حالياً)
    - رئيس الوزراء – بياتا سيدلو، رئيس وزراء بولندا (2015–2017)

  -  البرتغال
    - الرئيس –
      1. أنيبال كافاكو سيلفا، رئيس البرتغال (2006-2016)
      2. مارسيلو ريبيلو دي سوزا، رئيس البرتغال (2016–حالياً)

    - رئيس الوزراء – أنطونيو كوستا، رئيس وزراء البرتغال (2015–حالياً)

  -  رومانيا
    - الرئيس – كلاوس يوهانيس، رئيس رومانيا (2014–حالياً)
    - رئيس الوزراء – داتشيان سيولو، رئيس وزراء رومانيا (2015–2017)

  -  روسيا
    - الرئيس – فلاديمير بوتين، رؤساء روسيا (2012–حالياً)
    - رئيس الوزراء – دميتري ميدفيديف، رئيس وزراء روسيا (2012–2020)

  -  سان مارينو
    - القبطان الوصي –
      1. لوريلا ستيفانيلي ونيكولا رينزي  [لغات أخرى]‏، الحاكمان (2015–-2016)
      2. جيان نيكولا بيرتي وماسيمو أندريا أوجوليني، الحاكمان (2016)
      3. مارينو ريكاردي وفابيو بيراردي، الحاكمان (2016-2017)

  -  صربيا
    - الرئيس – توميسلاف نيكوليتش، رئيس صربيا (2012–2017)
    - رئيس الوزراء – ألكسندر فوتشيتش، رئيس وزراء صربيا (2014–2017)

  -  سلوفاكيا
    - الرئيس – آندريه كيسكا، رئيس سلوفاكيا (2014–2019)
    - رئيس الوزراء – روبرت فيتسو، رئيس وزراء سلوفاكيا (2012–2018)

  -  سلوفينيا
    - الرئيس – بوروت باهور، رئيس سلوفينيا (2012–حالياً)
    - رئيس الوزراء – ميرو سيرار، رؤساء وزراء سلوفينيا (2014–2018)

  -  إسبانيا
    - العاهل – فيليب السادس، ملك إسبانيا (2014–حالياً)
    - رئيس الوزراء – ماريانو راخوي، رئيس وزراء إسبانيا (2011–2018)

  -  السويد
    - العاهل – كارل السادس عشر غوستاف، ملك السويد (1973–حالياً)
    - رئيس الوزراء – ستيفان لوفن، رئيس وزراء السويد (2014–2021)

  -  سويسرا
    - المجلس الاتحادي السويسري
      - الأعضاء – دوريس ليوتار (2006–حالياً)، أولي ماورر (2009–حالياً)، ديديي بوركالتر (2009–حالياً)، يوهان شنايدر-آمان (2010–حالياً؛ رئيس سويسرا، 2016)، سيمونيتا سوماروغا (2010–حالياً)، آلان بيرسيت (2012–حالياً)، وغي بارميلين (2016–حالياً)

  -  أوكرانيا
    - الرئيس – بترو بوروشنكو، قائمة رؤساء أوكرانيا (2014–2019)
    - رئيس الوزراء –
      1. أرسيني ياتسينيوك، رئيس وزراء أوكرانيا (2014-2016)
      2. فولوديمير غرويسمان، رئيس وزراء أوكرانيا (2016-2019)

  -  المملكة المتحدة
    - العاهل – إليزابيث الثانية، ملكة المملكة المتحدة (1952–2022)
    - رئيس الوزراء –
      1. ديفيد كاميرون، رئيس وزراء المملكة المتحدة (2010-2016)
      2. تيريزا ماي، رئيسة وزراء المملكة المتحدة (2016-2019)

    -  جزيرة مان (ملحقات التاج البريطاني)
      - محافظ ملازم –
        1. آدم وود، نائب حاكم جزيرة مان (2011-2016)
        2. ديفيد دويل، القائم بأعمال نائب حاكم جزيرة مان (2016)
        3. السير ريتشارد جوزني، نائب حاكم جزيرة مان (2016 إلى الوقت الحاضر)

      - رئيس الوزراء –
        1. آلان بيل، رئيس وزراء جزيرة مان (2011-2016)
        2. هاورد كوايل، رئيس وزراء جزيرة مان (2016–حالياً)

    -  غيرنزي (ملحقات التاج البريطاني)
      - محافظ ملازم –
        1. السير ريتشارد كولاس، نائب حاكم غيرنزي بالإنابة (2015-2016)
        2. السير إيان كوردر، نائب حاكم غيرنزي (2016–حالياً)

      - رئيس الوزراء - جوناثان لو توك، رئيس وزراء غيرنزي (2014-2016)

    -  جيرزي (ملحقات التاج البريطاني)
      - محافظ ملازم –
        1. السير جون ماكول، نائب حاكم جيرسي (2011-2016)
        2. ويليام بيلهاتش، القائم بأعمال نائب حاكم جيرسي (2016-2017)

      - رئيس الوزراء – إيان جورست، رئيس وزراء جيرزي (2011–2018)
      - رئيس لجنة السياسات والموارد - جافين سانت بيير، رئيس لجنة السياسات والموارد (2016-2020)

    -  جبل طارق (إقليم ما وراء البحار تابع للمملكة المتحدة)
      - الحاكم –
        1. أليسون ماكميلان، القائم بأعمال حاكم جبل طارق (2015-2016)
        2. إد ديفيس، حاكم جبل طارق (2016-2020)

      - رئيس الوزراء - فابيان بيكاردو، رئيس وزراء جبل طارق (2011–حالياً)

  -   الفاتيكان
    - العاهل – البابا فرنسيس، بابا الفاتيكان (2013–حالياً)
    - رئيس الحكومة – الكاردينال جيوسيبي برتلو، رئيس اللجنة البابوية لدولة مدينة الفاتيكان (2011–2021)
    - الكرسي الرسولي (الوضع القانوني في القانون الدولي العام)
      - السكرتير الكاردينالي – الكاردينال بيترو بارولين، السكرتير الكاردينالي لدولة الفاتيكان (2013–حالياً)

## أمريكا الشمالية
- أنجويلا (إقليم ما وراء البحار تابع للمملكة المتحدة)
  - حاكم – كريستينا سكوت، حاكم أنجويلا (2013–2017)
  - رئيس الوزراء – فيكتور بانكس، رئيس وزراء أنجويلا (2015–2019)
- أنتيغوا وباربودا
  - العاهل – إليزابيث الثانية، ملكة أنتيغوا وباربودا (1981–2022)
  - الحاكم العام – السير رودني وليامز، الحاكم العام لأنتيغوا وباربودا (2014–حالياً)
  - رئيس الوزراء – جاستون براون، رئيس وزراء أنتيغوا وباربودا (2014–حالياً)
- أروبا (دولة تأسيسية لمملكة هولندا)
  - الحاكم – فريديس ريفونيول، حاكم أروبا (2004–2016)
  - رئيس الوزراء – مايك إيمان، رئيس وزراء أروبا (2009–2017)
- البهاما
  - العاهل – إليزابيث الثانية، ملكة الباهاماس (1973–2022)
  - الحاكم العام – مارغريت بيندلينغ، الحاكم العام للباهاماس (2014–2019)
  - رئيس الوزراء – بيري كريستي، رئيس وزراء باهاماس (2012–2017)
- باربادوس
  - العاهل – إليزابيث الثانية، ملكة باربادوس (1966–2022)
  - الحاكم العام – السير إليوت بيلغريف، الحاكم العام لباربادوس (2012–2017)
  - رئيس الوزراء – فريوندل ستيوارت، رئيس وزراء باربادوس (2010–2018)
- بليز
  - العاهل – إليزابيث الثانية، ملكة بليز (1981–2022)
  - الحاكم العام – السير كولفيل يونغ، الحاكم العام لبليز (1993–2021)
  - رئيس الوزراء – دين بارو، رئيس وزراء بليز (2008–2020)
- برمودا (إقليم ما وراء البحار تابع للمملكة المتحدة)
  - الحاكم – جورج فيرغسون، حاكم برمودا (2012–2016)
  - رئيس الوزراء – مايكل دنكلي، رئيس وزراء برمودا (2014–2017)
- الجزر العذراء البريطانية (إقليم ما وراء البحار تابع للمملكة المتحدة)
  - الحاكم – جون دونكان، حاكم الجزر العذراء البريطانية (2014–2017)
  - رئيس الوزراء – أورلاندو سميث، رئيس وزراء الجزر العذراء البريطانية (2011–2019)
- كندا
  - العاهل – إليزابيث الثانية، ملكة كندا (1952–2022)
  - الحاكم العام – ديفيد لويد جونستون، حاكم عام كندا (2010–2017)
  - رئيس الوزراء – جاستن ترودو، رئيس وزراء كندا (2015–حالياً)
- جزر كايمان (إقليم ما وراء البحار تابع للمملكة المتحدة)
  - الحاكم – هيلين كيلباتريك، حاكم جزر كايمان (2013–2018)
  - رئيس الوزراء – آلدين مكلولين، رئيس وزراء جزر كايمان (2013–2021)
- كوستاريكا
  - الرئيس – لويس غييرمو سوليس، رئيس كوستاريكا (2014–2018)
- كوبا
  - قائد الحزب الشيوعي – راؤول كاسترو، السكرتير الأول للحزب الشيوعي الكوبي (2011–2021)
  - الرئيس – راؤول كاسترو، رئيس كوبا (2008–2018)
  - رئيس الوزراء – راؤول كاسترو، رئيس مجلس وزراء كوبا (2008–2018)
- كوراساو (دولة تأسيسية لمملكة هولندا)
  - الحاكم – لوسيل جورج ووت، حاكم كوراساو (2013–حالياً)
  - رئيس الوزراء –
    -       1. بن وايتمان، رئيس وزراء كوراساو (2015–2016)
      2. هينسلي كويمان، رئيس وزراء كوراساو (2016–2017)
- دومينيكا
  - الرئيس – تشارلز سافارين، رئيس دومينيكا (2013–حالياً)
  - رئيس الوزراء – روزفلت سكريت، رئيس وزراء دومينيكا (2004–حالياً)
- جمهورية الدومينيكان
  - الرئيس – دانيلو ميدينا، رئيس جمهورية الدومينيكان (2012–2020)
- السلفادور
  - الرئيس – سلفادور سانشيز سيرين، رئيس السلفادور (2014–2019)
- غرينادا
  - العاهل – إليزابيث الثانية، ملكة غرينادا (1974–2022)
  - الحاكم العام – سيسيل لاغروناد، الحاكم العام لغرينادا (2013–حالياً)
  - رئيس الوزراء – كيث ميتشيل، رئيس وزراء غرينادا (2013–2022)
- غواتيمالا
  - الرئيس –
    1. أليخاندرو مالدونادو أغيري، رئيس غواتيمالا (2015–2016)
    2. جيمي موراليس، رئيس غواتيمالا (2016–2020)
- هايتي
  - الرئيس –
    1. ميشال مارتيلي، رئيس هايتي (2011–2016)
    2. إيفانز بول، رئيس هايتي (2016)
    3. جوسليرم بريفيرت، رئيس هايتي (2016–2017)

  - رئيس الوزراء – إيفانز بول، رئيس وزراء هايتي (2015–2016)
- هندوراس
  - الرئيس – خوان أورلاندو هرنانديز، رئيس هندوراس (2014–حالياً)
- جامايكا
  - العاهل – إليزابيث الثانية، ملكة جامايكا (1962–2022)
  - الحاكم العام – السير باتريك آلن، الحاكم العام لجامايكا (2009–حالياً)
  - رئيس الوزراء – بورتيا سيمبسون-ميلر، رئيس وزراء جامايكا (2012–2016)
- المكسيك
  - الرئيس – إنريكه بينيا نييتو، رئيس المكسيك (2012–2018)
- مونتسرات (إقليم ما وراء البحار تابع للمملكة المتحدة)
  - الحاكم – إليزابيث كاريير، حاكم مونتسرات (2015–2018)
  - رئيس الوزراء – دونالدسون روميو، رئيس وزراء مونتسرات (2014–2019)
- نيكاراجوا
  - الرئيس – دانييل أورتيغا، رئيس نيكاراجوا (2007–حالياً)
- بنما
  - الرئيس – خوان كارلوس فاريلا، رئيس بنما (2014–2019)
- سان بارتليمي
  - المحافظ - آن لوبيس، محافظ سان بارتليمي (2015-2018)
  - رئيس الحكومة – برونو ماجراس، رئيس المجلس الإقليمي لسان بارتليمي (2007–حالياً)
- سانت كيتس ونيفيس
  - العاهل – إليزابيث الثانية، ملكة سانت كيتس ونيفيس (1983–2022)
  - الحاكم العام - السير تابلي سيتون، الحاكم العام لسانت كيتس ونيفيس (2015–حالياً)
  - رئيس الوزراء – تيموثي هاريس، رئيس وزراء سانت كيتس ونيفيس (2015–حالياً)
- سانت لوسيا
  - العاهل – إليزابيث الثانية، ملكة سانت لوسيا (1979–2022)
  - الحاكم العام - بيرليت لويزي، الحاكم العام لسانت لوسيا (1997–2017)
  - رئيس الوزراء –
    1. كيني أنتوني، رئيس وزراء سانت لوسيا (2011-2016)
    2. ألين تشاستانيت، رئيس وزراء سانت لوسيا (2016–2021)
- سانت-مارتين
  - المحافظ - آن لاوبيس، محافظ سانت مارتين (2015-2018)
  - رئيسة الحكومة - ألين هانسون، رئيسة المجلس الإقليمي لسانت مارتين (2013-2017)
- سان بيير وميكلون
  - المحافظ –
    1. جان كريستوف بوفييه، محافظ سان بيير وميكلون (2014-2016)
    2. هنري جان، محافظ سان بيير وميكلون (2016-2018)

  - رئيس الحكومة - ستيفان أرتانو، رئيس المجلس الإقليمي لسان بيير وميكلون (2006-2018)
- سانت فينسنت والغرينادين
  - العاهل – إليزابيث الثانية، ملكة سانت فينسنت والغرينادين (1979–2022)
  - الحاكم العام - السير فريدريك بالانتين، الحاكم العام لسانت فينسنت والغرينادين (2002-2019)
  - رئيس الوزراء – رالف غونسالفيس، رئيس وزراء سانت فينسنت والغرينادين (2001–حالياً)
- سينت مارتن (دولة تأسيسية)
  - الحاكم – يوجين هوليداي، حاكم سينت مارتن (2010–حالياً)
  - رئيس الوزراء – وليام مارلين، رئيس وزراء سينت مارتن (2015–2017)
- ترينيداد وتوباغو
  - الرئيس – أنتوني كارمونا، رئيس ترينيداد وتوباغو (2013–2018)
  - رئيس الوزراء – كيث رولي، رئيس وزراء ترينيداد وتوباغو (2015–حالياً)
- جزر توركس وكايكوس (إقليم ما وراء البحار تابع للمملكة المتحدة)
  - الحاكم –
    1. بيتر بيكنغهام، حاكم جزر توركس وكايكوس (2013-2016)
    2. أنيا ويليامز، القائم بأعمال حاكم جزر تركس وكايكوس (2016)
    3. جون فريمان، حاكم جزر تركس وكايكوس (2016-2019)

  - رئيس الوزراء –
    1. روفوس إوينغ، رئيس وزراء جزر تركس وكايكوس (2012-2016)
    2. شارلين كارترايت روبنسون، رئيس وزراء جزر تركس وكايكوس (2016–حالياً)
- الولايات المتحدة
  - الرئيس – باراك أوباما، رئيس الولايات المتحدة (2009–2017)
  -  بورتوريكو (منطقة معزولة تابعة للولايات المتحدة)
    - الحاكم– اليخاندرو غارسيا، حاكم بورتوريكو (2013–2017)

  -  جزر العذراء الأمريكية (منطقة معزولة [الإنجليزية] تابعة للولايات المتحدة)
    - حاكم – كينيث ماب، حاكم جزر العذراء الأمريكية (2015–2019)

## أستراليا
- ساموا الأمريكية (تبعية غير مدمجة وغير منظمة تابعة للولايات المتحدة)
  - حاكم – لولو ماتالاسي موليجا، حاكم ساموا الأمريكية (2013–2021)
- أستراليا
  - العاهل – إليزابيث الثانية، ملكة أستراليا (1952–2022)
  - الحاكم العام – السير بيتر كوسجروف، الحاكم العام (2014–2019)
  - رئيس الوزراء – مالكولم تورنبول، رئيس وزراء أستراليا (2015–2018)
  -  جزيرة كريسماس (تبعية خارجية لأستراليا)
    - المدير– باري هاس، مدير جزيرة كريسماس (2014–2017)
    - الرئيس – جوردون طومسون، رئيس شاير جزيرة كريسماس (2013–حالياً)

  -  جزر كوكوس (تبعية خارجية لأستراليا)
    - المدير– باري هاس، مدير جزر كوكس (2014–2017)
    - الرئيس – بالموت بيروس، رئيس شاير جزر كوكس (2013–حالياً)

  -  جزيرة نورفولك (إقليم خارجي تابع لأستراليا)
    - المدير – غاري هاردغريف، مدير جزيرة نورفولك (2014–2017)
    - العمدة - روبن آدامز، عمدة جزيرة نورفولك (2016–2017)
- فيجي
  - الرئيس – جورج كونروت، رئيس فيجي (2015–2021)
  - رئيس الوزراء – فرانك باينيماراما، رئيس وزراء فيجي (2007–حالياً)
- بولينزيا الفرنسية
  - المفوض السامي –
    1. ليونيل بيفر، المفوض السامي لبولينيزيا الفرنسية (2013-2016)
    2. مارك تشيجفري، القائم بأعمال المفوض السامي لبولينيزيا الفرنسية (2016)
    3. رينيه بيدال، المفوض السامي لبولينيزيا الفرنسية (2016-2019)

  - الرئيس – إدوارد فريتش، رئيس بولينزيا الفرنسية (2014–حالياً)
- غوام (منطقة معزولة [الإنجليزية] تابعة للولايات المتحدة)
  - الحاكم - إيدي بازا كالفو، حاكم غوام (2011-2019)
- كيريباتي
  - الرئيس –
    1. أنوتي تونغ، رئيس كيريباتي (2003-2016)
    2. تانيتي ماماو، رئيس كيريباتي (2016–حالياً)[2]
- جزر مارشال
  - الرئيس –
    1. كريستوفر لويك، رئيس جزر مارشال (2012-2016)
    2. كاستن نمرا، رئيس جزر مارشال (2016)
    3. هيلدا هاين، رئيسة جزر مارشال (2016-2020)
- ميكرونيسيا
  - الرئيس - بيتر إم. كريستيان، رئيس ولايات ميكرونيسيا المتحدة (2015-2019)
- ناورو
  - الرئيس – بارون واكا، رئيس ناورو (2013–2019)
- كاليدونيا الجديدة (مقاطعات وأقاليم ما وراء البحار الفرنسية)
  - المفوض الأعلى –
    1. فينسينت بوفييه، المفوض السامي لكاليدونيا الجديدة (2014-2016)
    2. لوران كابريرا، القائم بأعمال المفوض السامي لكاليدونيا الجديدة (2016)
    3. تييري لاتاستي، المفوض السامي لكاليدونيا الجديدة (2016-2019)

  - رئيس الحكومة – فيليب جيرمين، رئيس حكومة كاليدونيا الجديدة (2015–2019)
- نيوزيلندا
  - العاهل – إليزابيث الثانية، ملكية نيوزيلندا (1952–2022)
  - الحاكم العام –
    1. السير جيري ميتاباري، الحاكم العام لنيوزيلندا (2011-2016)
    2. دام سيان إلياس، الحاكم العام لنيوزيلندا (2016)
    3. السيدة باتسي ريدي، الحاكم العام لنيوزيلندا (2016–2021)

  - رئيس الوزراء –
    1. جون كي، رئيس وزراء نيوزيلندا (2008-2016)
    2. بيل إنجليش، رئيس وزراء نيوزيلندا (2016-2017)

  -  جزر كوك (دولة مرتبطة بنيوزيلندا)
    - ممثل الملكة – توم مارستيرس، ممثل الملكة في جزر كوك (2013–حالياً)
    - رئيس الوزراء – هنري بونا، رئيس وزراء جزر كوك (2010–2020)

  -  نييوي (دولة مرتبطة بنيوزيلندا)
    - رئيس مجلس الدولة – توك تالاجي، رئيس مجلس الدولة لنييوي (2008–حالياً)

  -  توكيلاو (تبعية لنيوزيلندا)
    - المدير –
      1. ليندا تي بوني، مديرة توكيلاو (2015-2016)
      2. ديفيد نيكولسون، مدير توكيلاو (2016-2017)

    - رأس الحكومة –
      1. سيوبيلي بيريز  [لغات أخرى]‏، رئيس حكومة توكيلاو (2015-2016)
      2. أفيغا جاوالوفا، رئيس حكومة توكيلاو (2016-2017)
- جزر ماريانا الشمالية (كومنولث تابع الولايات المتحدة)
  - الحاكم – رالف توريس، حاكم جزر ماريانا الشمالية (2015–حالياً)
- بالاو
  - الرئيس – تومي رمنجساو، رئيس بالاو (2013–2021)
- بابوا غينيا الجديدة
  - العاهل – إليزابيث الثانية، ملكة بابوا غينيا الجديدة (1975–2022)
  - الحاكم العام - السير مايكل أوجو، الحاكم العام لبابوا غينيا الجديدة (2011-2017)
  - رئيس الوزراء – بيتر أونيل، رئيس وزراء بابوا غينيا الجديدة (2011–2019)
- جزر بيتكيرن (إقليم ما وراء البحار تابع للمملكة المتحدة)
  - الحاكم – جوناثان سنكلير، حاكم جزر بيتكيرن (2014-2017)
  - رئيس البلدية – شون كريستيان، عمدة جزر بيتكيرن (2014-2019)
- ساموا
  - رئيس الدولة – توفوغا إيفي، أو لي آو أو لي مالو (2007–2017)
  - رئيس الوزراء – تويليبا ايونو سايليلي ماليليغاوي، رئيس وزراء ساموا (1998–2021)
- جزر سليمان
  - العاهل – إليزابيث الثانية، ملكة جزر سليمان (1978–2022)
  - الحاكم العام - السير فرانك كابوي، الحاكم العام لجزر سليمان (2009-2019)
  - رئيس الوزراء - ماناسيه سوغافاري، رئيس وزراء جزر سليمان (2014-2017)
- تونغا
  - العاهل – توبو السادس، ملك تونغا (2012–حالياً)
  - رئيس الوزراء – أكيليسي بوهيفا، رئيس وزراء تونغا (2014–2019)
- توفالو
  - العاهل – إليزابيث الثانية، ملكة توفالو (1978–2022)
  - الحاكم العام - السير إياكوبا إيتاليلي، الحاكم العام لتوفالو (2010-2019)
  - رئيس الوزراء – إنال سوبواغا، رئيس وزراء توفالو (2013–2019)
- فانواتو
  - الرئيس – بالدوين لونسديل، رئيس فانواتو (2014–2017)
  - رئيس الوزراء –
    1. ساتو كيلمان، رئيس وزراء فانواتو (2015-2016)
    2. شارلوت سالواي، رئيس وزراء فانواتو (2016-2020)
- والس وفوتونا
  - المسؤول - مارسيل رينوف، المسؤول الإداري الأعلى في واليس وفوتونا (2015-2017)
  - رئيس الحكومة - ميكاييل كوليموتوكي، رئيس الجمعية الإقليمية في واليس وفوتونا (2014-2017)

## أمريكا الجنوبية
- الأرجنتين
  - الرئيس – ماوريسيو ماكري، رئيس الأرجنتين (2015–2019)
- بوليفيا
  - الرئيس – إيفو مورالس، رئيس بوليفيا (2006–2019)
- البرازيل
  - الرئيس –
    1. ديلما روسيف، رئيس البرازيل (2011-2016)
    2. ميشال تامر، رئيس البرازيل (2016-2019)
- تشيلي
  - الرئيس – ميشال باشليت، رئيس تشيلي (2014–2018)
- كولومبيا
  - الرئيس – خوان مانويل سانتوس، رئيس كولومبيا (2010–2018)
- الإكوادور
  - الرئيس – رفاييل كوريا، رئيس الإكوادور (2007–2017)
- جزر فوكلاند (إقليم ما وراء البحار تابع للمملكة المتحدة)
  - حاكم – كولين روبرتس، حاكم جزر فوكلاند (2014–2017)
  - رئيس الحكومة –
    1. كيث بادجيت، الرئيس التنفيذي لجزر فوكلاند (2012–2016)
    2. باري رولاند، الرئيس التنفيذي لجزر فوكلاند (2016–2021)
- غويانا
  - الرئيس – ديفيد أ. غرينغر، رئيس غويانا (2015–2020)
  - رئيس الوزراء – موسيس ناغاموتو، رئيس وزراء غويانا (2015–2020)
- باراغواي
  - الرئيس – هوراسيو كارتس، رؤساء باراغواي (2013–2018)
- بيرو
  - الرئيس –
    1. أويانتا هومالا، رئيس بيرو (2011-2016)
    2. بيدرو بابلو كوشينسكي، رئيس بيرو (2016–2018)

  - رئيس الوزراء –
    1. بيدرو كاتيرينو، رئيس مجلس وزراء بيرو (2015-2016)
    2. فرناندو زافالا، رئيس مجلس وزراء بيرو (2016-2017)
- سورينام
  - الرئيس – ديزي بوترس، رؤساء سورينام (2010–2020)
- أوروغواي
  - الرئيس – تاباري فازكيز، رئيس أوروغواي (2015–2020)
- فنزويلا
  - الرئيس – نيكولاس مادورو، رئيس فنزويلا (2013–حالياً)

## وصلات خارجية
- الحكام